# Gremi de Llibreters de Catalunya
El Gremi de Llibreters de Catalunya és una organització empresarial sense ànim de lucre que agrupa els professionals del sector de les llibreries a Catalunya. Entre els seus objectius destaquen la promoció, assessorament i representació dels interessos dels professionals de les llibreries, i el foment de la participació de les llibreries de Catalunya com a agents culturals. Actualment, és presidit per Èric del Arco. Té els seus orígens en la Confraria dels Llibreters de Barcelona o Confraria Librariorum Civitatis Barclinone fundada l'any 1553. Des de l'any 2000, organitza el Premi Llibreter de narrativa i des del 2012 convoca el Premi Memorial Pere Rodeja en honor del llibreter mort el 2009.

## Presidents del Gremi
- Èric del Arco (2022- )
- M. Carme Ferrer (2018-2022)[7]
- Antoni Daura i Jorba (2010-2018)
- Imma Bellafont (2006-2010)
- Neus Ribatallada (2004-2006)